# Schone Grub

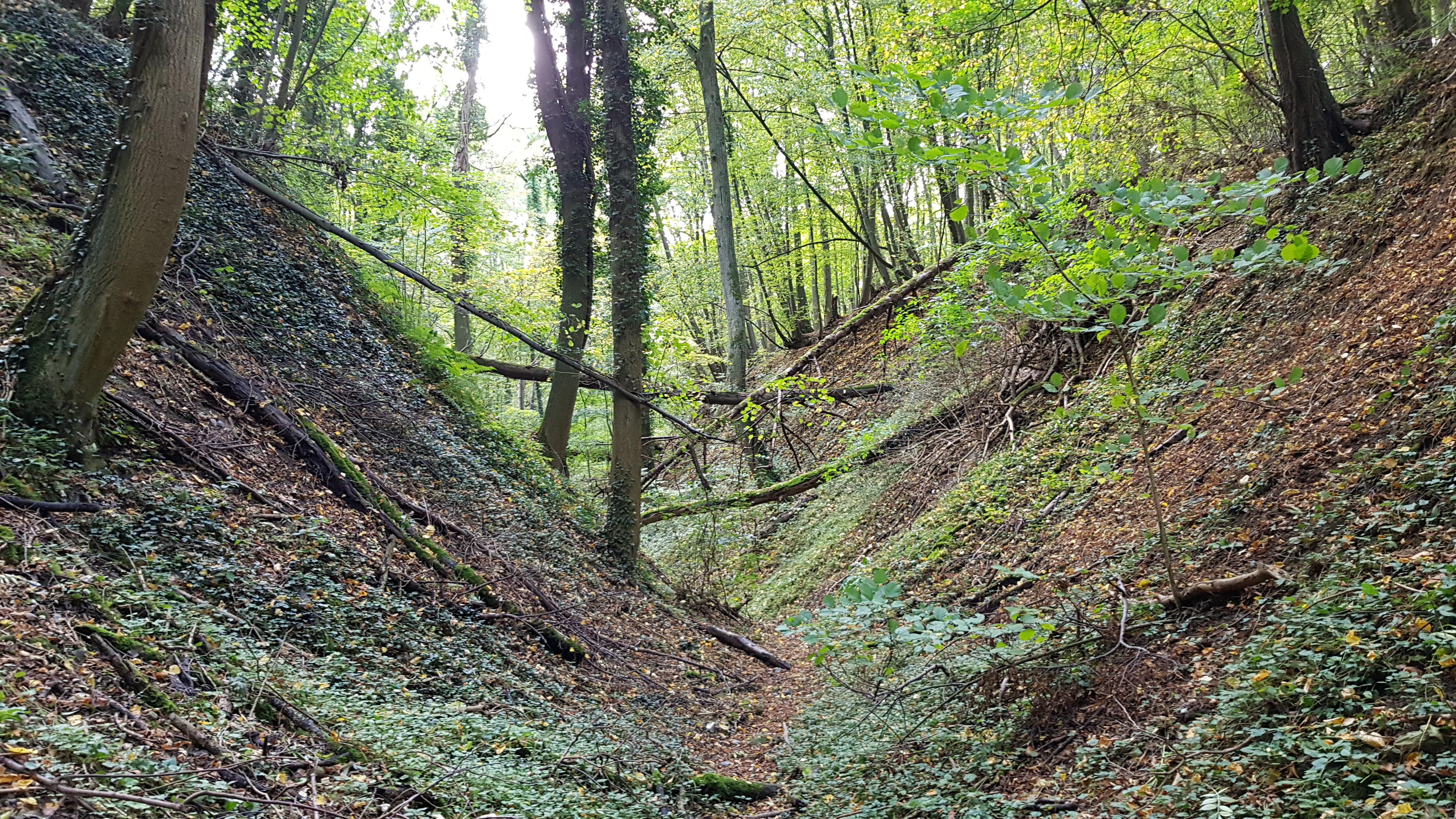
de Schone Grub in het najaar

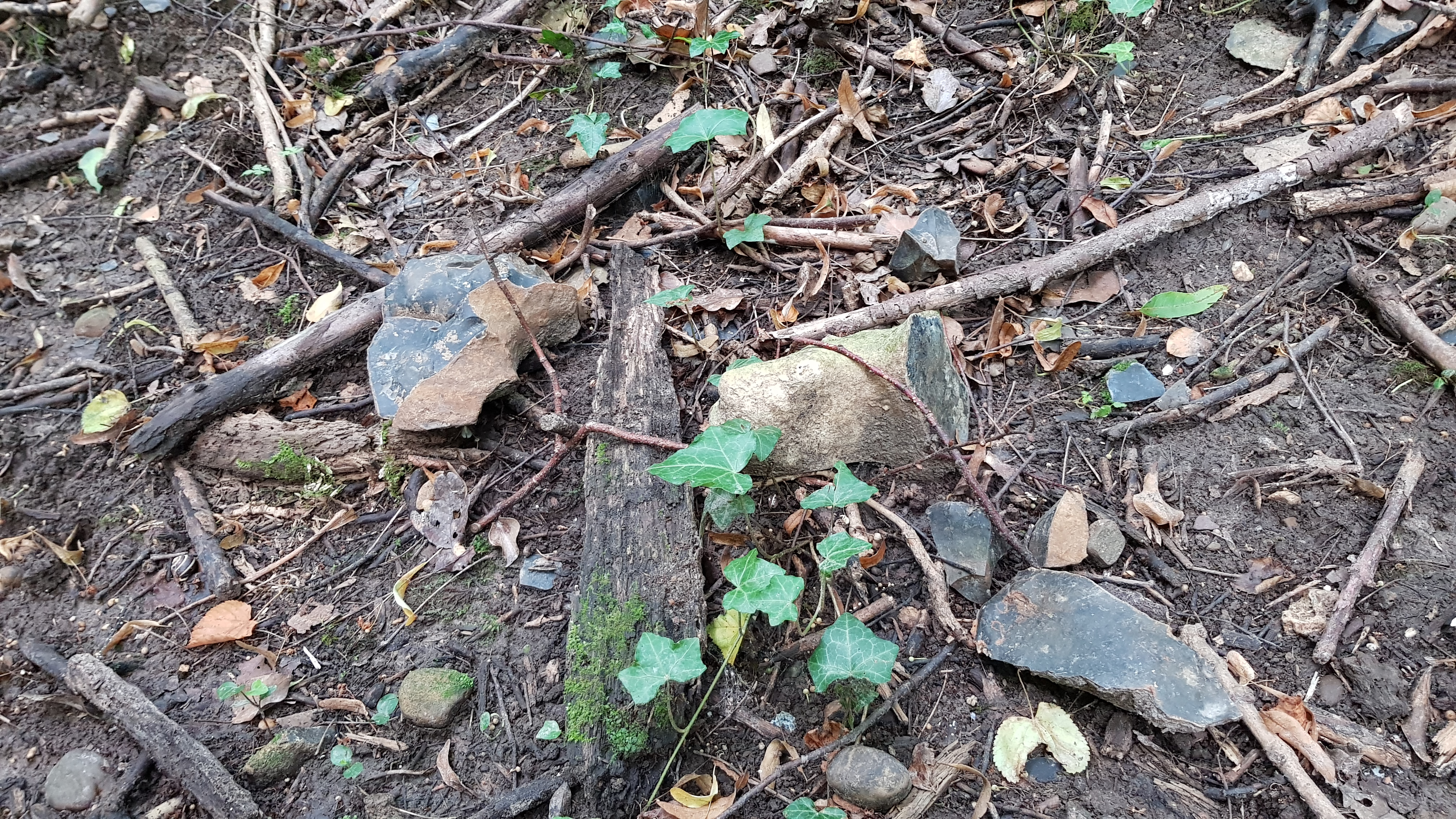
Brokken vuursteen in de Schone Grub

De Schone Grub, Schoone Grub of Schone Grubbe is een droogdal en holle weg in het Savelsbos in de Nederlandse gemeente Eijsden-Margraten. Ze vormde de historische route van Sint Geertruid op het plateau naar Rijckholt in het Maasdal. Terwijl het smalle hellingbos grotendeels noord-zuid georiënteerd is op de hellingen van het Plateau van Margraten, snijdt het dalletje van de Schone Grub ruim een kilometer naar het oosten in op het plateau. Naar het westen vervolgt de Schone Grub als de Schone Grubweg.
Door zijn natuurwaarden is de Schone Grub niet toegankelijk.
Ten zuidwesten van de Schone Grub liggen de vuursteenmijnen van Rijckholt. Ten noorden liggen de Abri van Rijckholt en de Henkeput. Verder naar het noorden ligt de Scheggelder Grub. Naar het zuiden ligt aan de zuidkant van het Savelsbos het droogdal Herkenradergrub.
Het bosgebied waarin de Schone Grub gelegen is, is een hellingbos. Het bosgebied heeft een oppervlakte van 2,4 km² en wordt deels beschermd als bosreservaat onder het beheer van Staatsbosbeheer. Het kenmerkt zich door daslook met de potentieel natuurlijke vegetatie van Gierstgras-beukenbos.

## Geschiedenis
In het gebied werd vroeger vuursteen gewonnen, waaronder in de vuursteenmijntjes van de Schone Grub.
In 1953 werd het gebied verworven door Staatsbosbeheer. Sindsdien worden er geen bomen in het gebied meer gekapt.